# 贝科沃 (伏尔加格勒州)
贝科沃（羅馬化：Bykovo）是俄罗斯伏尔加格勒州的市级镇、贝科沃区行政中心，位于伏尔加格勒水库左岸，在州府伏尔加格勒东北方。
该地2021年人口有7,183人；2010年人口7,719；2002年人口8,250；1989年人口7,827。